# Sint-Johannes Onthoofdingkerk (Goirle)
De Sint-Johannes Onthoofdingkerk is een katholieke kerk in Goirle en maakt onderdeel uit van Parochie De Goede Herder.

## Geschiedenis
Tijdens de bouw van de huidige kerk werd het schip van de gotische kerk gesloopt maar ook vond men de fundamenten van een ouder, romaans, kerkje met een rechthoekige plattegrond. Dit kerkje was 6 meter breed en nog geen 10 meter lang. Het gebouwtje dateert van ongeveer 1100 en was een kwartkerk. Van een zelfstandige parochie getuigt in 1340 voor het eerst een schriftelijk document. Het patronaatsrecht van de parochie was in handen van het kapittel van Hilvarenbeek.
In 1639 werd de katholieke godsdienst verboden en de kerk genaast door de hervormden. De katholieken kerkten voortaan in een grenskerk Sint-Jans-Gool te Nieuwkerk. De Goirlese kerk raakte in verval omdat de weinige protestanten geen geld voor het onderhoud ervan konden bijeenbrengen. Tijdens de zomerstorm van 1 augustus 1674 stortte de toren in. Hij werd hersteld. Ondertussen kregen de Goirlenaren in 1683 de toestemming om een schuurkerk te bouwen, die zich nabij de Goirlese Watermolen bevond. In 1759 werd een nieuwe schuurkerk gebouwd aan de Bergstraat tegenover de oude parochiekerk die nu Grote kerk werd genoemd. De nieuwe schuurkerk mocht worden gebouwd op voorwaarde dat de kerkmeesters het gebouw zouden approciëeren tot een ordentelijke koorenschuur.
Nadat de oude parochiekerk in 1809 weer aan de katholieken werd overgedragen werd de schuurkerk verkocht en gesloopt. In 1843 werden de dwarsbalken in het schip verwijderd waardoor de zijmuren begonnen te wijken. In 1849 en 1869 werd de toren door blikseminslag getroffen. In 1895 werd een noodkerk ingewijd waarna de oude kerk in 1896 werd gesloopt. De nieuwe, huidige, kerk kwam in 1899 gereed en werd vanuit de toren gezien in zuidelijke richting gebouwd. Daarmee was de kerk een kwartslag gedraaid ten opzichte van de oude, die traditioneel vanuit de toren in oostelijke richting gebouwd was. De oude hoofdingang van de toren in de westgevel lijkt zodoende nu een 'zijingang'. De bestaande toren bleef behouden maar werd met één geleding verhoogd. In 1944 werd Goirle beschoten waarbij ook de toren getroffen werd. De spits stortte drie dagen na de bevrijding op het kerkgebouw. In 1945 begon men met de restauratie van de kerk en een nieuwe torenspits volgde in 1953.

## Gebouw
Het is een neogotische kerk die werd ontworpen door Jos Cuypers en gebouwd werd van 1896-1897.
Van de voorgaande, gotische, kerk uit omstreeks 1450 is slechts de toren overgebleven. Deze toren stamt uit het midden van de 15e eeuw en heeft overhoekse steunberen. Oorspronkelijk bezat de toren drie geledingen, maar ze werd tijdens de bouw van de huidige kerk met één geleding verhoogd.
De kerk bezit gebrandschilderde ramen van Louis van der Essen uit 1933, en van Jan Willemen uit 1950. De heiligenbeelden dateren van 1925. De neogotische preekstoel is gemaakt in de werkplaats van Hendrik van der Geld. Er is een 15e-eeuws kruisbeeld, enkele 16e-eeuwse klokken en een priestergraf met zerk uit 1635.